# Callyspongia peroni
Callyspongia peroni är en svampdjursart som först beskrevs av Topsent 1931.  Callyspongia peroni ingår i släktet Callyspongia och familjen Callyspongiidae. Inga underarter finns listade i Catalogue of Life.